# 383-й истребительный авиационный полк ПВО
383-й истребительный авиационный полк ПВО (383-й иап ПВО) — воинская часть истребительной авиации ПВО, принимавшая участие в боевых действиях Великой Отечественной войны.

## Наименования полка
- 383-й истребительный авиационный полк ПВО[1][2];
- 383-й истребительный авиационный полк[1][2];
- Войсковая часть (полевая почта) 10332[1][2].

## История и боевой путь полка
383-й истребительный авиационный полк сформирован в период с 15 декабря 1942 года по 16 февраля 1943 года в Учебно-тренировочном центре истребительной авиации ПВО ТС в городе Пензе по штату 015/134 на самолётах Як-7б (11 единиц) и И-16 (21 единица) со включением в состав 36-й истребительной авиадивизии ПВО.
16 феврадя 1943 года полк приступил к боевой работе в составе 36-й истребительной авиадивизии ПВО Ряжско-Тамбовского района ПВО, которая действовала в оперативном подчинении командованию Брянского фронта, на самолётах Як-7б и И-16. Уже 29 марта 1943 года полком одержана первая известная воздушная победа полка в Отечественной войне: младший лейтенант Костиков Н. И., пилотируя самолёт Як-7б, в воздушном бою в районе северо-западнее города Старый Оскол сбил немецкий бомбардировщик Ju-88. Полк 29 июня вместе с дивизией вошёл в состав войск вновь образованного Западного фронта ПВО. В апреле 1944 года в связи с реорганизацией войск ПВО страны в составе 36-й истребительной авиадивизии ПВО полк включён в 84-ю дивизию ПВО Северного фронта ПВО, который образован 29 марта 1944 года на базе Восточного и Западного фронтов ПВО.
В июне 1944 года полк передан из 36-й иад ПВО в состав 125-й истребительной авиадивизии ПВО 81-й дивизии ПВО Северного фронта ПВО. Полк пополнен самолётами Як-9. 30 июля 1944 года из 125-й иад ПВО полк передан в состав 148-й истребительной авиадивизии ПВО 84-й дивизии ПВО Северного фронта ПВО.
В сентябре 1944 года полк в составе 148-й иад ПВО вошёл в 4-й корпус ПВО Северного фронта ПВО. 3 ноября 1944 года полк передан из 148-й иад ПВО в состав 144-й истребительной авиадивизии ПВО 4-го корпуса ПВО Северного фронта ПВО. 24 декабря 1944 года вместе со 144-й иад ПВО 4-го корпуса ПВО включён в состав войск Западного фронта ПВО (2-го формирования), который преобразован из Северного фронта ПВО. В апреле 1945 года полк получил на вооружение 20 истребителей Як-9У. День Победы 9 мая 1945 года полк встретил на аэродроме Барановичи.
Всего в составе действующей армии полк находился: с 16 февраля 1943 года по 9 мая 1945 года.

### Итоги боевой деятельности полка в Великой Отечественной войне
Всего за годы войны полком:
- Совершено боевых вылетов — 2077
- Проведено воздушных боев — 48
- Сбито самолётов противника — 26, из них:
  - бомбардировщиков — 17
  - истребителей — 8
  - разведчиков — 1
- Свои потери (боевые):
  - лётчиков — 1
  - самолётов — 1

## Командиры полка
- майор, подполковник Чистяков Павел Константинович, 12.1942 — 11.1944
- подполковник Куракин Михаил Дмитриевич, 11.1944 — 12.1945

## Послевоенная история полка
После войны полк продолжал входить в состав 144-й истребительной авиационной дивизии ПВО и базировался на аэродроме Барановичи до ноября 1950 года. В 1947 году полк перевооружён на американские истребители Р-39 «Аэрокобра», а в 1949 году — на реактивные самолёты МиГ-9. 23 октября 1950 года полк в составе 144-й иад убыл в спецкомандировку в КНР. Прибыл на аэродром Мукден (ныне Таосянь аэропорт города Шэньян) 3 ноября 1950 года, где обучал китайских лётчиков полётам на реактивной технике и осуществлял задачи ПВО.
Через год, 6 октября 1951 года полк в составе 144-й истребительной авиационной дивизии ПВО вернулся из спецкомандировки в Китай на территорию СССР в Белоруссию на аэродром Бобруйск. 2 ноября 1951 года полк в составе 144-й истребительной авиационной дивизии включён в состав 50-й воздушной армии дальней авиации и переучился на самолёты МиГ-15.
18 ноября 1953 года полк передан из 144-й истребительной авиационной дивизии 50-й воздушной армии дальней авиации в состав 182-й истребительной авиационной дивизии 43-й воздушной армии дальней авиации и перебазирован на аэродром Бердичев Житомирской области. В 1955 году полк получил новые самолёты МиГ-17. В связи со значительным сокращением авиации ВС СССР 17 сентября 1960 года полк расформирован.